# Roberto Galletti
Pour les articles homonymes, voir Galletti.
Roberto Clemens Galletti di Cadilhac (né à Torre San Patrizio (Italie) le 29 décembre 1879 et mort à Murs (Ain) le 18 août 1932) est un ingénieur italien, pionnier de la TSF.

## Biographie

### Enfance et début de carrière
Né dans une petite ville de la région des Marches en Italie, fils d'un parlementaire italien et d'une aristocrate anglaise, Robert Galletti grandit dans un milieu aisé. Son père, Arturo Galletti di Cadilhac avait combattu, en qualité de colonel de l'armée, avec Giuseppe Garibaldi durant la troisième guerre d'indépendance italienne, avant d’être élu maire de la commune natale de Roberto, puis député de la région. Sa mère, prénommée Margaret, était la fille d'un aristocrate britannique, Sir Robert Collier, titré premier Lord Monkswell.
Il étudie à l'École d'ingénierie de Rome, se passionne pour la télégraphie sans fil et travaille pendant quelques années pour la compagnie Marconi, avant d'inventer une nouvelle technique pour augmenter l'efficacité des transmissions télégraphiques et de lancer sa propre entreprise en 1907.

### Arrivée en France
Marconi détenant le monopole de la TSF en Italie et dans plusieurs autres pays d'Europe, Galletti émigre en France, où il travaille pour le ministère des Postes et Télégraphes. Il réussit à réaliser des transmissions entre la station de Villeurbanne (Rhône) et celles des Saintes-Maries-de-la-Mer (Bouches-du-Rhône) et de Fort-de-l'eau (Algérie).
En 1913, Galletti s'installe dans le hameau de Leschaux, dans la commune de Champagneux, en Savoie. Cette commune, riveraine du Rhône, a la particularité d'être située au pied d'une falaise abrupte, haute de 500 mètres. Cette déclivité lui permet d'installer dix câbles de cuivre long d'un kilomètre chacun faisant office d'antenne de type « harpe ». La station radio de Galletti, très puissante et sophistiquée pour l'époque, est destinée à réaliser des émissions transatlantiques. En 1913 et 1914, il réussit à communiquer avec la station de Tuckerton (New Jersey), mais le déclenchement de la guerre de 1914-1918 l'empêche de poursuivre ses travaux et son matériel est réquisitionné par l'armée française.

### Polémique
Dans ses éditions du 28 février et du 1er mars 1914, le quotidien français La Lanterne, dirigé par Félix Hautfort lance une polémique à l'encontre des membres du gouvernement français accusé de livrer « [le] réseau télégraphique sans fil français aux compagnies étrangères par une convention véritablement inouïe passée entre le sous-secrétaire d'État des postes et un sieur Galletti, il y a dix-huit mois ». Le journal qui utilise sa une pour dénoncer ce que la rédaction considère comme un scandale et annonce que « nous veillerons que toute la lumière soit faite et prises toutes les sanctions nécessaires. »

### Fin de carrière et mort
Après la guerre, Galletti dissout son entreprise (1925) et continue ses travaux en Angleterre, où il met au point un radiotransmetteur à faisceau destiné au radio-guidage des avions. Il meurt brusquement dans sa maison de Murs, le village qui fait face à Champagneux, de l'autre côté du Rhône.

## Musée Galletti

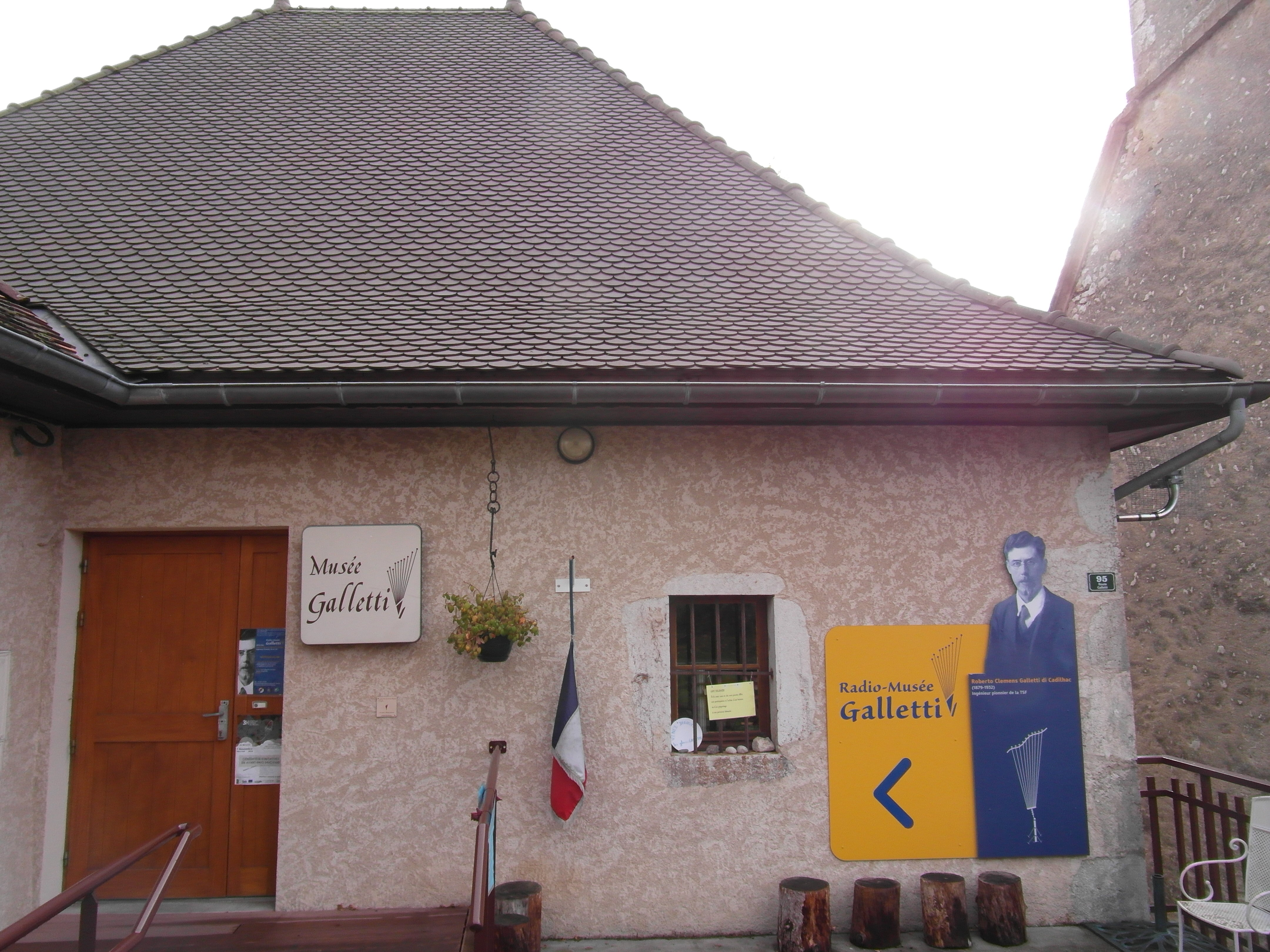
Radio-Musée Galletti (entrée).

Le village de Saint-Maurice-de-Rotherens, situé dans le département de la Savoie et où était installée l'antenne de Galletti, a ouvert un musée en son honneur. Ce lieu présente notamment une importante collection d’anciens postes radiophoniques.
L’idée d'implanter un musée en sa mémoire sur le territoire de cette commune savoyarde s'est concrétisée grâce au don de ses archives par la nièce de Roberto Galletti en 1973.

## Hommages

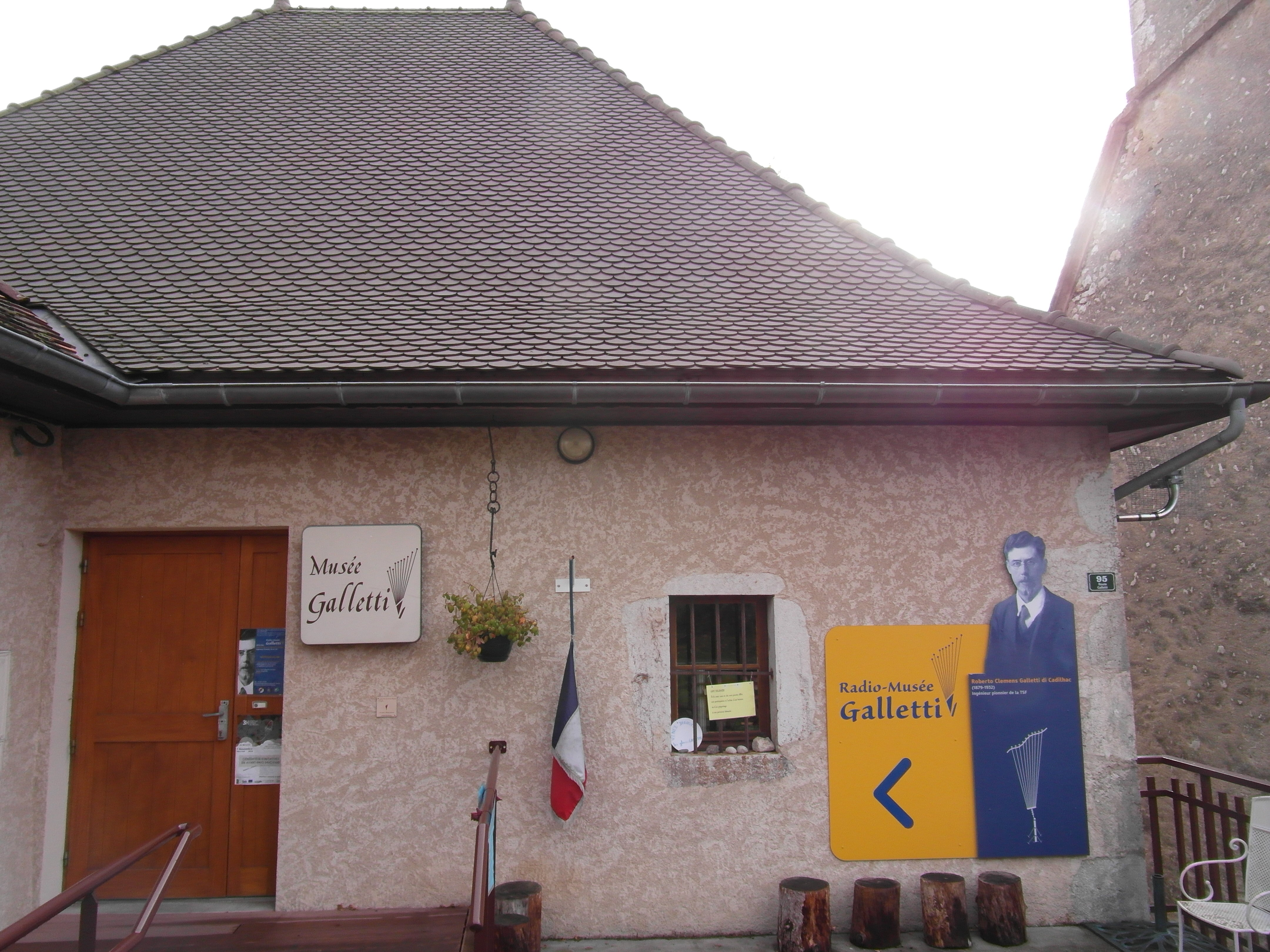
Radio-Musée Galletti (entrée).

De 2012 à 2014, le Radio-Musée Galletti organise le spectacle déambulatoire Galletti, 100 ans de Radio, rassemblant plus de 40 acteurs professionnels et amateurs sur le site des Fils à Saint-Maurice-de-Rotherens.
Le 10 juillet 2021, à l'occasion du Centenaire de la Radio grand public en France, le pianiste international Pascal Gallet donne un concert exceptionnel, sous l'orage, au belvédère des Fils. Accompagné du conteur Gérard Desnoyers, il illustre l'histoire du pionnier de la T.S.F. par un florilège de musiques italiennes, françaises, russes et américaines.